# Ščasťa
Ščasťa (ukrajinsky Щастя, rusky Счастье – Sčasťje) je město v Luhanské oblasti na Ukrajině. K roku 2014 v ní žilo přes dvanáct tisíc obyvatel. Na území města leží Luhanská tepelná elektrárna.

## Poloha a doprava
Ščasťa leží na levém břehu Severního Doňce, přítoku Donu. Od Luhansku, správního střediska oblasti, je vzdálena přibližně čtyřiadvacet kilometrů severně.
Přes město prochází dálnice N 21 ze Starobilsku přes Luhansk do Doněcku.

## Dějiny
Ščasťa vznikla v 18. století a status města má od roku 1963.